# Masaya Hokazono
Masaya Hokazono (外薗昌也  ?, Hokazono Masaya; Prefettura di Miyazaki, 16 febbraio 1961) è un fumettista e sceneggiatore giapponese.

## Opere
- Girl Friend (2003)
- Emerging (2004)
- Manga of the Dead (2012)
- Freak Island (2015)
- Killing Morph (2019)
- Pumpkin Night (2019)